# Тромантадин
Тромантадин — противовирусное средство для наружного применения. Активен в отношении вирусов Herpes simplex 1-го и 2-го типов, Herpes zoster. Ингибирует адсорбцию и проникновение вирусов внутрь клетки. Резистентность вирусов к препарату не возникает. Снимает характерные для проявления герпетической инфекции боль, жжение и зуд, сокращает длительность течения заболевания, удлиняет периоды ремиссии. При применении в течение первых 2-3 часов от начала заболевания предотвращает дальнейшее развитие инфекции.
Тромантадин подавляет раннее и поздние случай в цикле репликации вируса.
Его эффективность аналогична ацикловиру .

## Формула
C16H28N2O2 - 2-[2-(Диметиламино)этокси]-N-трицикло[3,3,1,13,7]-децил-1-ацетамид

## Показания
Инфекционно-воспалительные кожные заболевания, вызванные вирусом простого герпеса 1 и 2 типов.

## Применение
Тромантадин показан для лечения инфекций, вызванных простым герпесом, поражающих кожу или слизистые оболочки    .  
Наносят на поврежденные участки 3-5 раз в сутки (при необходимости, чаще), слегка втирая. Лечение препаратом необходимо прекратить и обратиться к врачу, если в течение 2 дней не будет наблюдаться улучшения.

## Противопоказания
Гиперчувствительность, герпетическая инфекция на стадии образования везикул. Беременным и кормящим женщинам назначается врачом в случае, когда польза для матери превышает риск для плода или ребёнка.
Во время лечения гелем Тромантадин могут возникнуть кожные реакции гиперчувствительности, в частности контактный дерматит       .

## Торговые название препаратов с действующим веществом

### Виру-Мерц Серол (Viru-Merz)
Применяется для лечения различных типов герпеса, в том числе генитального герпеса. Также применяется при опоясывающем лишае. Сдерживает адсорбцию вируса герпеса на клеточной поверхности, снижает возможность проникновения в клетку хозяина. Тормозит и модифицирует синтез вирусных белков, снижается воспроизводство и высвобождение вирусов герпеса. Препятствует слиянию клеток, сдерживает распространение вируса герпеса в тканях. Не образует зависимой от герпесных ферментов резистентности. При применении в течение нескольких часов от начала заболевания предотвращает дальнейшее развитие инфекции.